# ドラゴンボールZ 燃えつきろ!!熱戦・烈戦・超激戦
『ドラゴンボールZ 燃えつきろ!!熱戦・烈戦・超激戦』（ドラゴンボールゼット もえつきろ ねっせん れっせん ちょうげきせん）は、1993年（平成5年）3月6日に公開された『ドラゴンボール』シリーズの劇場公開作第11弾である。監督は山内重保。
キャッチコピーは「伝説の超サイヤ人、遂に現わる!!悟空は"伝説"を超えるか。」。
春休みの東映アニメフェア「鳥山明ザ・ワールドII」として上映された。同時上映作は『Dr.スランプ アラレちゃん んちゃ!ペンギン村はハレのち晴れ』。

## 解説
『ドラゴンボール』の映画では初めてとなる長編作品（70分）であり、タイトルは当時人気だったフォーミュラ1（F1）をイメージして付けられている。また、この作品からキャラクターデザインと作画監督が、前田実から山室直儀に交代した。伝説の超サイヤ人「ブロリー」を主題とした劇場版の第1作目となる。
「悟飯の超サイヤ人化などからセルとの最終対決前後の事件と思われる。しかしながら、セル戦で緊迫した状況のはずの悟空達が、劇中でノンビリ花見をしているなどの謎も」と『DRAGON BALL大全集6』には記述されている。
ゲストキャラクターのブロリーは、劇場版第13作『ドラゴンボールZ 危険なふたり!超戦士はねむれない』にもメインで登場し、ブロリー死亡後の劇場版第14作『ドラゴンボールZ 超戦士撃破!!勝つのはオレだ』でも、彼のクローンであるバイオブロリーが登場しており、ブロリーが地獄で暴れていたことも語られている。劇場版第20作『ドラゴンボール超 ブロリー』では、今作を含む3作品とは繋がりを持たないパラレルワールドのストーリーで、容姿に変更が加えられたブロリーが登場している。

## あらすじ
悟飯の予備校受験のため、悟空は慣れないスーツを着せられチチから厳しく「教育パパ像」を吹き込まれていた。
悟空がそんな目にあっているとは知らず花見を楽しんでいた悟飯たちのもとに宇宙船が降り立ち、中から一人のサイヤ人が現れる。彼はパラガスと名乗り、ベジータを新惑星ベジータの王として迎えに来たと言う。最初は興味が無かったベジータだったが、パラガスの「伝説の超サイヤ人を倒せるのは、ベジータ王！あなたしかいません。」という口車に乗せられ彼とともに宇宙へ飛び立つ。酔った勢いで宇宙船に乗り込もうとする亀仙人やそれを止めようとする悟飯、クリリン、ウーロンも巻き込まれ、ベジータを連れ戻そうとするトランクスも連いていった。
同じころ、面接会場にいた悟空は界王から「大変なことが起きた」と呼び出された。界王によると伝説の超サイヤ人が南の銀河を破壊し、次は北の銀河が狙われているので、その討伐を頼まれた。
新惑星ベジータに着いたベジータたちは、そこで熱烈な歓迎を受け、宮殿にてパラガスの息子であるブロリーを紹介される。報告を元に、ブロリーと共にトトカマ星へと向かうベジータとは別に、トランクスや悟飯たちはここがベジータを王にするための惑星ではないこと、ここにある建物は全てが廃墟であること、奴隷として働かされているシャモ星人は伝説の超サイヤ人に星を荒らされ、住む場所を追われた身であることを知る。それと同時期に新惑星ベジータに辿り着いた悟空は、パラガスに歓迎され宮殿に案内される。
トトカマ星から帰ってきたベジータは、収穫がなかったことに立腹していた。それに同行していたブロリーは、宮殿にいた悟空に対面するや否や怒りを露わにする。しかし、パラガスの制御によって、その気は収められる。
その夜、宮殿の中で眠っている悟空たちの所にブロリーが急襲してくる。悟空は猛攻するブロリーをなんとか避けるが、ここでもパラガスの制御によって戦いは退けられる。パラガスは、かつての因縁があるブロリーと悟空が出会ったことで、ブロリーの制御が効かなくなっていることを憂慮する。
翌朝、何も成果がないことに機嫌を損ねたベジータは、地球に帰ろうとするが、パラガスに止められる。そこにやってきた悟空やトランクスによって全てが暴かれ、パラガスも本性を現す。彼の目的は、身勝手な理由で自分たちを惑星ベジータから追放したベジータ王の息子であるベジータへの復讐であり、新惑星ベジータはこの後間もなくグモリー彗星の衝突によって跡形もなくなり、それによってベジータもろとも消すつもりだった。そして南の銀河を破壊したのは、他でもないブロリーによるものだった。いずれはブロリーの強大な力によって北の銀河のみならず、西や東の銀河も親子2人の手中に収めることも、彼の野望だった。
だが、その計画の想定外の存在が悟空であり、悟空との過去の確執によって怒りが頂点に達したブロリーは、ついに伝説の超サイヤ人と変貌する。もはや制御など効かず、全てを破壊し尽くすことを本能に動くブロリーを相手に、悟空やベジータ、悟飯、トランクス、そして事情を察知し駆けつけたピッコロが立ち向かう。だが、グモリー彗星の衝突は、寸前にまで迫っていた。

## 登場人物

### レギュラーキャラクター
- 孫悟空 - 野沢雅子

序盤ではチチの命令で悟飯の予備校の面接に来るが、中盤からは界王の頼みで伝説の超サイヤ人を倒すために新惑星ベジータに現れる。ブロリーの力に「少しは手加減しろ」と困惑するも、最終的に悟飯たちの力を借りてブロリーを倒すことに成功する。
- 孫悟飯 - 野沢雅子
- ピッコロ - 古川登志夫
- クリリン - 田中真弓
- トランクス - 草尾毅
- ベジータ - 堀川亮

パラガスに騙されて新惑星ベジータに招かれ、伝説の超サイヤ人を倒そうと意気込む。超サイヤ人になったブロリーに恐怖を感じて戦いを拒むが、悟空達がブロリーと戦う姿を見てブロリーに立ち向かう。
- ブルマ、トランクス（赤子時）[5] - 鶴ひろみ
- 亀仙人 - 宮内幸平
- チチ - 渡辺菜生子
- ウーロン - 龍田直樹
- ブルマの母 - 江森浩子
- ベジータ王 - 佐藤正治
- ナレーター、界王[6] - 八奈見乗児

### ゲストキャラクター
シャモ
ブロリーに惑星シャモを荒らされ、新惑星ベジータに連れて来られた奴隷の一人。そのため超サイヤ人を「宇宙の悪魔」と恐れていた。食料をろくに与えられず、地下から星のエネルギーを採掘するために奴隷として働かされており、体調を崩した老人を介護していたところをアンゴルに「サボるんじゃない！」と鞭を打たれるが、悟飯たちに助けられ、食料を与えられる。
なお、シャモとは彼の名前であると同時に、彼の民族・シャモ星人の総称であり、彼らが住む星の名称でもある。伝説の超サイヤ人に覚醒したブロリーによって多くの同胞が虐殺され、生き残ったシャモたちも目の前でブロリーに故郷の惑星シャモを破壊された。ラストでは悟空の瞬間移動により全員宇宙船に移動するが、故郷である惑星シャモが破壊されたため、以後彼らがどうなったかは不明。
試験官
声 - 林延年
悟飯の予備校「かの有名なゼミナール」の面接官。悟飯の入学願書に目を通した後、悟空の趣味を聞こうとするが、突如瞬間移動で消えた悟空を見て驚き、チチに対し「ご主人は魔法使いか何かで？」と驚いていた。
ブロリー
声 - 島田敏
サイヤ人の生き残りの一人で、サイヤ人の間に伝わる伝説の超サイヤ人。悟空と同じ日に生まれ、隣り合った保育器で育てられていたが、悟空の泣き声に泣かされていたため、彼に対し異常に強い憎しみを持つ。普段はやや物静かであるが、伝説の超サイヤ人に変身した際は邪悪で冷酷そのものな性格を露にし、戦意を失い怯えるベジータや、「少しは手加減しろ!」と辟易する悟空なども描かれた。
パラガス
声 - 家弓家正
ブロリーの父親。かつて、息子の異常な戦闘力からベジータ王によって息子共々処刑されかけ、息子の命を助けるよう嘆願するが聞き入れられず、ベジータ王にエネルギー弾で吹き飛ばされた。しかし、フリーザが惑星ベジータを破壊した際にブロリーのバリアで九死に一生を得ており、そのためフリーザ一味からは存在を知られずに済んだ。その後、制止を聞かないブロリーによって左目を潰されるも、科学者にコントロール装置を開発させ、ブロリーをコントロールしつつ、力を使って全宇宙を支配することを企み、無傷で地球を手に入れて移住し、そこを本拠地にして帝国を建設する計画を立てる。手始めとして邪魔者で、同時に恨みを持っているベジータを葬るため、伝説の超サイヤ人を餌に新惑星ベジータへ王として迎えるふりをして、グモリー彗星と共に殺害しようと計画。その芝居のためにアンゴルやモアなど、ならず者たちを宇宙から集め、惑星シャモをブロリーに襲わせてシャモ星人たちを新惑星ベジータに拉致し強制労働させ、その一方でブロリーに南の銀河を破壊させる。計画通りベジータたちを新惑星ベジータに誘き出すが、悟空を目にしたブロリーがいら立ち始め、「気を静めろ」とコントロール装置で落ち着かせる。その一方でパラガスは、新惑星ベジータにグモリー彗星が衝突するという秘密を知ったモアを殺害。深夜に暴走したブロリーが悟空を襲い、それを察知したパラガスはコントロール装置でとブロリーを再び大人しくさせるが、翌日に悟空と出くわしたブロリーは伝説の超サイヤ人に変身し制御不能になり、「可哀想だが」と口にして、消滅寸前の新惑星ベジータに制御不能になったブロリーを置き去りにしようと、宇宙ポッドで一人だけ脱出しようとした際、ブロリーの手によってポッドごと押し潰された挙句、そのままグモリー彗星に投げ飛ばされて死亡した。劇場版第15作『復活のフュージョン!!悟空とベジータ』では、この世とあの世の混乱によって復活している描写がわずかながら描かれている。一人称は前半では「私」、後半で本性を現して以降は「俺」を使用している。
ベジータ王と直接面会できバーダックとも面識があることから「高い地位でバーダックの上司ではないか?」との説がある。作中ではスカウターを使用していない。
『ドラゴンボールヒーローズ』では2011年11月17日稼働の第7弾から登場し、必殺技として「デッドパニッシャー」を使用する。『スーパードラゴンボールヒーローズ』ではパラガス：ゼノとして、魔神の力を得たトワによって超サイヤ人4に覚醒した息子ブロリーと共に復活し、激戦を繰り広げるバーダックとベジータ王の戦いに割り込み、長年の復讐の相手であるベジータ王を抹殺することに成功した。
名前の由来はアスパラガス。脚本を手掛けた小山高生によると年齢は40歳代後半。戦闘力については特に設定しておらず、戦士のパワーをコントロールする科学者的なポジションと考えられていた。
アンゴル
声 - 宮崎寛務（ゲーム『ドラゴンボールヒーローズ』）
パラガスの部下。ヘルメットを着用している。シャモ星人の奴隷を監視して鞭を振るうが、それを見て激怒した悟飯に倒される。
彼以外にも同じ姿をした兵士が多数登場しており（ブーツの形状などが異なる）、そのうちの何人かはアンゴルが倒された直後悟飯を取り囲むが、クリリンが拳を突き出した程度で恐れをなして逃げ出した。また、同型の部下の兵士は宮殿にいたベジータに対し、トトカマ星に超サイヤ人が現れたという虚偽の報告をした。これを受けたベジータは本性を隠していたブロリーを引き連れて捜索に向かうが、発見はできなかった。
『ドラゴンボールヒーローズ』では「アンゴルシュート」という技名を与えられている。
モア
声 - 川津泰彦
パラガスの部下。彼の傍らにいてグモリー彗星衝突の秘密を知り、地球に移住しても働くと忠誠を誓ったが、パラガスに殺される。
『ドラゴンボールヒーローズ』では「モアブラスト」という技名を与えられている。『ヒーローズ』第7弾におけるカード (HJ7-44) のフレイバーテキストによれば、パラガスの野望に賛同して忠誠を誓った戦士であり、特殊能力は持たないが捨て身の攻撃を仕掛けてくるという。
科学者
パラガスの部下。黒いローブを纏い、その下は長い髭を生やしたタコのような姿をしている。ブロリーのコントロール装置と、そのリモコンを作った。
劇中では名前は呼ばれていないが、英語吹き替え版では Krang という名前を与えられている。

## スタッフ
- 製作総指揮 - 今田智憲、安齊富夫
- 原作 - 鳥山明
- 企画 - 森下孝三、清水賢治、金田耕司、週刊少年ジャンプ
- 製作担当 - 山口彰彦
- 脚本 - 小山高生
- 音楽 - 菊池俊輔
- 撮影監督 - 相磯嘉雄
- 編集 - 福光伸一
- 録音 - 二宮健治
- 美術監督 - 行信三
- 作画監督 - 山室直儀
- 監督 - 山内重保
- 作画監督補佐 - 久田和也、島貫正弘、鎌田均、中鶴勝祥
- 原画 - 稲上晃、細田守 他
- 宣伝協力 - フジテレビ

## 主題歌
オープニングテーマ - 「CHA-LA HEAD-CHA-LA」
作詞 - 森雪之丞 / 作曲 - 清岡千穂 / 編曲 - 山本健司 / 歌 - 影山ヒロノブ
エンディングテーマ - 「バーニング・ファイト-熱戦・烈戦・超激戦-」
作詞 - 佐藤大 / 作曲 - 清岡千穂 / 編曲 - 山本健司 / 歌 - 影山ヒロノブ、YUKA

## 映像ソフト
いずれも東映ビデオより発売。
- VHS・LD
1993年9月10日発売。
- DVD
  - DRAGON BALL 劇場版 DVDBOX DRAGON BOX THE MOVIES
2006年4月14日発売。
  - DRAGON BALL THE MOVIES #08 ドラゴンボールZ 燃えつきろ!!熱戦・烈戦・超激戦
2008年11月14日発売。
- Blu-ray
  - DRAGON BALL THE MOVIES Blu‐ray ♯04
2018年12月5日発売。

アメリカにおいてFUNIMATIONからDB初のBlu-ray Disc作品として、本作と『危険なふたり!超戦士はねむれない』が同時収録されたBlu-rayが販売された（現在は、多数のDBのBlu-ray作品が販売されている）。フィルムはオリジナルのままでハイデフ用にリマスターされ画像が向上されている。オリジナルの日本語音声も収録されている。

## 関連書籍
- ジャンプ・アニメコミックス ドラゴンボールZ 燃えつきろ!!熱戦・烈戦・超激戦 - 集英社、1993年7月24日、ISBN 4-8342-1186-X

## 受賞歴
- 第11回ゴールデングロス賞優秀銀賞[11]